# Мало Трново
Мало Трново (буг. Малко Търново [] — Малко Тарново), град је у Републици Бугарској и седиште истоимене општине у оквиру Бургаске области.
Град Мало Трново је (као и Велико Трново) познат по очуваној балканској архитектури.

## Географија
Положај: Мало Трново се налази у крајње југоисточном делу Бугарске, на пар километара од границе са Турском. Од престонице Софије град је удаљен 430 km источно, а од обласног средишта, Бургаса град је удаљен 72 km јужно.
Мало Трново се у облати планине Странџе, недалеко од Црног мора, око 30 km удаљености од најближе морске обале. Надморска висна града је око 350 m. Подручје око града је шумовито и добро очувано.

## Становништво
По проценама из 2010. године Мало Трново је имао свега 2.500 становника. Огромна већина градског становништва су етнички Бугари. Остатак су махом Роми. Претежан вероисповест месног становништва је православље. 
Последњих деценија град губи становништво, како због забитости и пограничног положаја, тако и због ретке насељености овог дела Бугарске.

## Партнерски градови
- Николајев

## Галерија
- Здање градског музеја
- Стара кућа
- Градска чесма
- Стара балканска градња